# Kopert

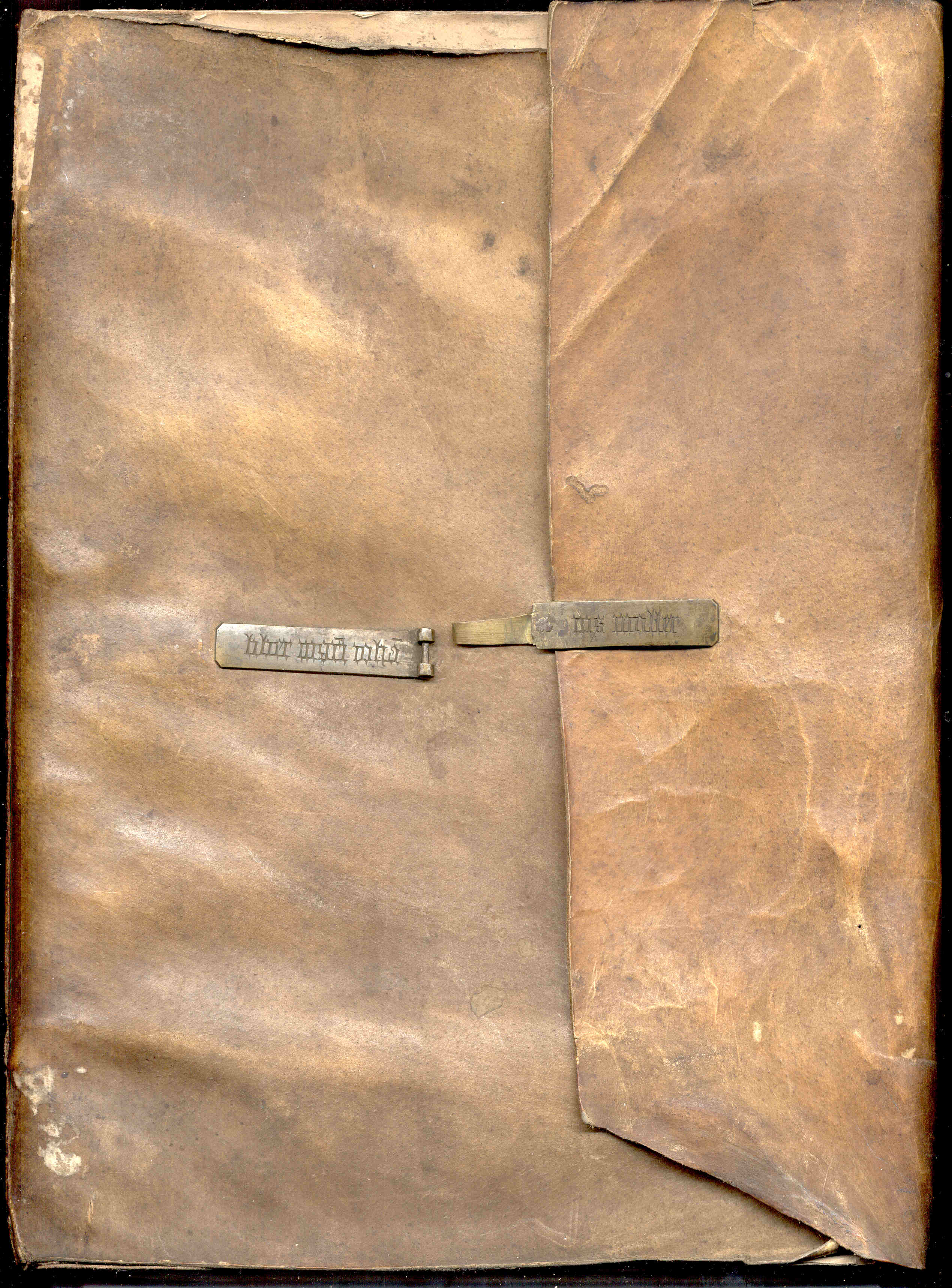
Kopert-Einband mit bronzener Buchschließe, Leder; 15. Jh.

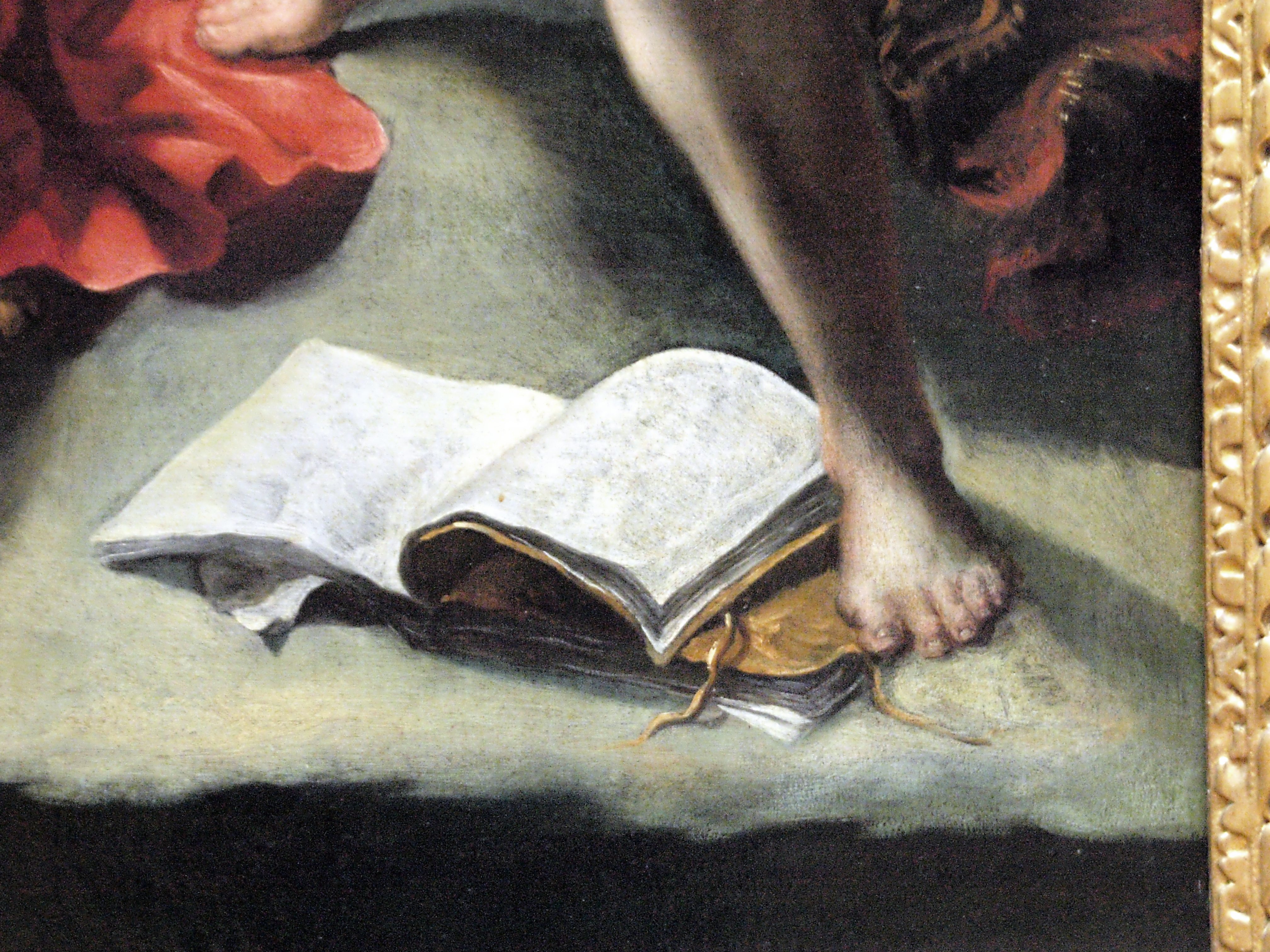
Ausschnitt aus Orazio Borgiannis Vision des heiligen Hieronymus, stehend auf einem Kopert, um 1600.

Als Kopert oder Copert (über copert von lateinisch coopertorium: das Verhüllende, das Bedeckende) oder auch liber sine asseribus bezeichnet man einen, vom Mittelalter bis in die frühe Neuzeit hinein gebräuchlichen, flexiblen Bucheinband aus Pergament, Leder oder Textil.

## Einbandtechnik
Die Verbindung der Lagen eines Koperts erfolgte in der Regel durch Kettenstich- oder Langstichheftung, später seltener auch auf der Heftlade, nie jedoch unter Verwendung von Klebstoffen. Eine im 14. Jahrhundert aufgekommene Sonderform wurde durch Leder-, Holz- oder Horneinlagen im Rücken zusätzlich verstärkt. Durch das Mitheften des Umschlags entstanden an der Außenseite Muster, die später oft als dekorativ interpretiert wurden, was als konkrete Absicht aber nicht belegt ist. Im Gegensatz zum mit Leder bezogenen Holzdeckelband des Mittelalters waren Koperte ansonsten nicht verziert. Häufig wurde das Einbandmaterial am Rücken zu einer Klappe verlängert, die umgeschlagen und auf verschiedenste Weise verschlossen werden konnte.

## Geschichte
Durch einige wenige erhaltene Exemplare in ägyptischen Klöstern ist belegt, dass bereits die Kopten Koperte als eigenständige Einbandart kannten und verwendeten. Weithin gebräuchlich wurden sie jedoch erst in karolingischer Zeit. Seit dem 12. Jahrhundert finden sich zunehmend Hinweise in Bibliothekskatalogen, die Koperte als eigenständige Form neben den Holzdeckelbänden ausweisen und mit Begriffen wie sine asseribus oder coopertorium belegen. Schätzungen gehen dabei von einem Anteil am Gesamteinbandschaffen dieser Zeit von bis zu 20 % aus. Da sich ein Koperteinband für das Einstellen in Buchregale als ungeeignet erwies, wurde er in Bibliotheken später häufig durch einen stabilen Einband ersetzt. In Archiven jedoch, wo die große Menge an Büchern oft nur eine Neubindung geringer Bestandszahlen zuließ, lassen sich heute noch zahlreiche Exemplare finden. Ein besonders aufsehenerregender archäologischer Fund eines Koperts liegt aus dem 7./8. Jahrhundert mit dem Faddan More Psalter aus Irland vor.

## Funktion
Die Funktion der Koperte sei nach einer These von Maren Mau-Pieper möglicherweise aus ihrem Inhalt heraus zu erklären, der immer dem Gebrauchsschrifttum zuzuordnen sei. Es könne sich dabei um Rechtstexte, Predigt- und Erbauungstexte, Statuten oder auch Texte des persönlichen Gebrauchs handeln. Das Kopert habe dabei einerseits dem Schutz der Schriften beim Lesen und beim Transport gedient, charakterisiere andererseits aber auch den Wert des Geschriebenen als nicht endgültig. Mau-Pieper schlägt eine Art Hierarchie der Bindungen vor, ausgehend vom Heft als vergänglichster Variante hin zum abgeschlossenen Werk, das in Holzdeckelbänden fest gebunden wurde. Das Kopert als Zwischenform habe demnach eine zwar sichernde, aber noch nicht bindende Rolle innegehabt.